# Franz Heinrich Krey

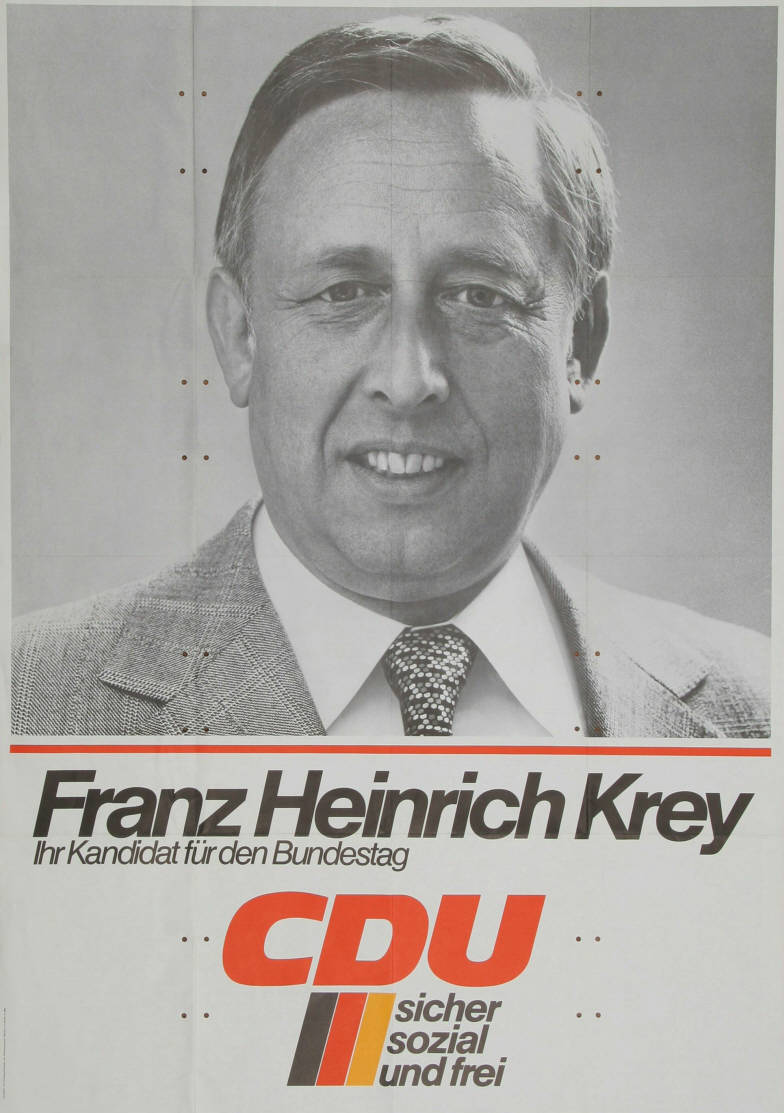
Affiche du candidat à l'élection fédérale de 1976

Franz Heinrich Krey (né le 18 février 1930 à Bergisch Gladbach et mort le 10 mai 2017 dans la même ville) est un journaliste et homme politique allemand (CDU).

## Biographie
Krey participe à la Seconde Guerre mondiale à partir du 1er septembre 1944 en tant qu'assistant de front sur le front occidental.
Après la fin de la guerre, Krey poursuit ses études et passe son Abitur en 1951. Il effectue un apprentissage à la maison d'édition et à la rédaction de la Kölnische Rundschau, où il travaille de 1958 à 1961 à la tête de l'équipe éditoriale de Cologne-Land et devient ensuite directeur général d'une maison d'édition de Cologne.
En plus de son travail, Krey occupe de nombreux postes honorifiques, notamment dans le carnaval à la société du grand carnaval de Bergisch Gladbach de 1927 e. V. Il est élu président en 1958, préside les réunions du carnaval et fait partie du triumvirat en 1955. Il épouse plus tard Inge. Krey est également le premier président de la Robert-Tillmanns-Haus e. V. " 

## Parti politique
Krey rejoint la Junge Union (JU) en 1949 et est président de la JU dans l'arrondissement de Rhin-Berg de 1954 à 1960. De 1956 à 1961, il est membre du conseil d'État de la JU Rhénanie, puis jusqu'en 1964, directeur d'État de l'association. Il rejoint la CDU en 1952, est président de l'association municipale CDU Bergisch Gladbach au milieu des années 1960 et de 1975 à 1991 président de l'association de district CDU Arrondissement de Rhin-Berg. Il est actif dans la CDU jusqu'à sa mort.

## Parlementaire
Krey est de 1965 à 1974 membre du conseil municipal de Bergisch Gladbach et de 1975 à 1984 membre du conseil de l'arrondissement de Rhin-Berg. Il est membre du Bundestag de 1976 à 1994 et est vice-président de la commission de l'intérieur de 1983 à 1990. Au parlement, il représente la circonscription de l'arrondissement de Rhin-Berg de 1976 à 1980, puis jusqu'en 1994 la circonscription de l'arrondissement de Rhin-Berg I.

## Autres mandats
- Krey est maire honoraire de Bergisch Gladbach de 1984 à 1989.

## Honneurs
- Thaler de Rhénanie, 1988
- Citoyen d'honneur de la ville de Bergisch Gladbach depuis 1999

## Publications
- E Levve för de Bütt, Band 1, Die Doof Noss, Pulheim 1991,  (ISBN 3-924182-26-4)